# Helju Rebane

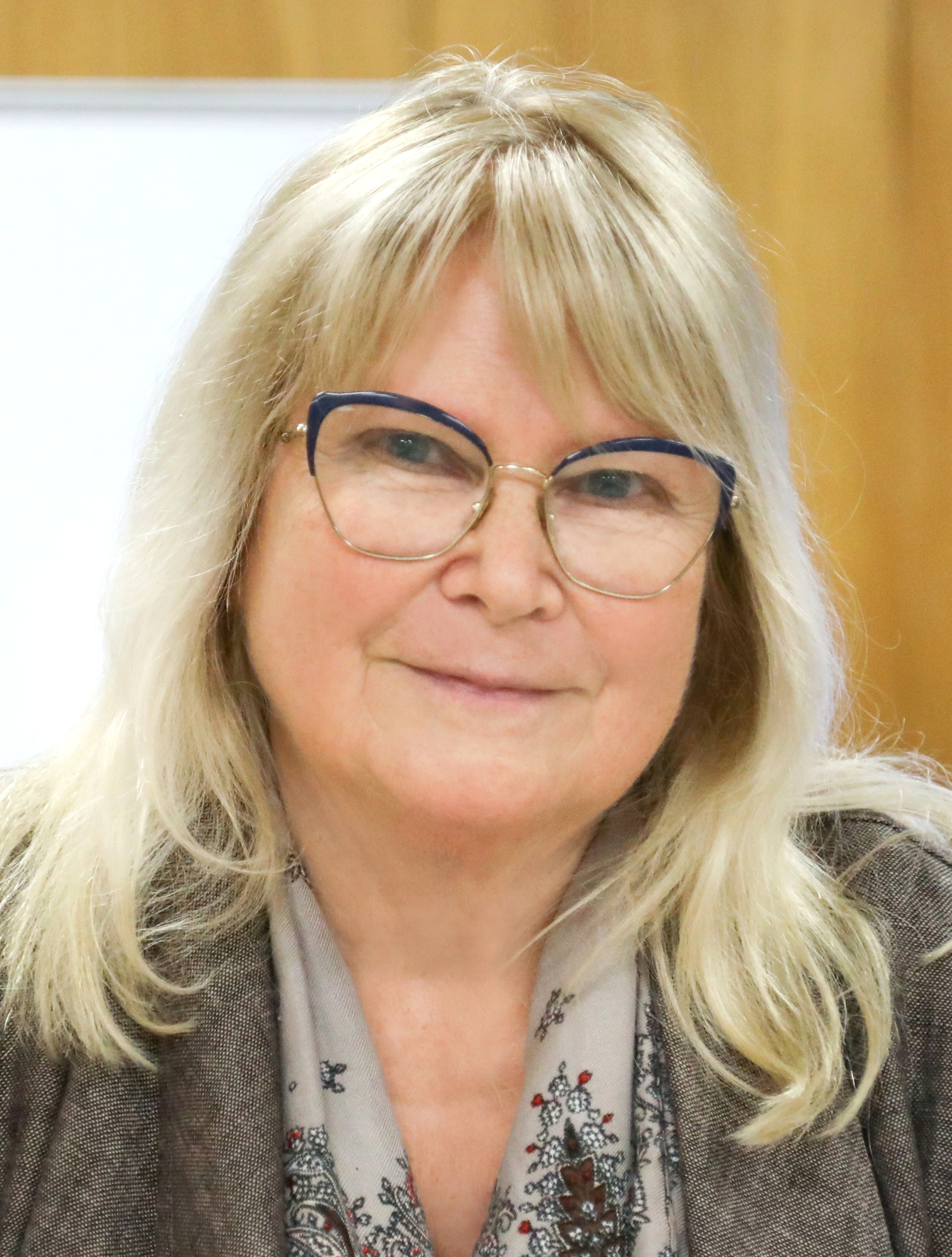
Helju Rebane, 2019

Helju Rebane (* 18. Juli 1948 in Tallinn) ist eine estnische Schriftstellerin.

## Leben
Helju Rebane machte 1966 in Tallinn Abitur und studierte danach an der Universität Tartu Mathematik. Nach ihrem Abschluss 1971 arbeitete sie kurzzeitig am Lehrstuhl für Logik und Psychologie in Tartu, bevor sie zur Fortbildung nach Moskau ging. Von 1973 bis 1976 war sie Aspirantin an der Lomonossow-Universität Moskau, später hatte sie verschiedene Anstellungen in der russischen Hauptstadt inne.
Helju Rebane ist seit 2018 Mitglied des Estnischen Schriftstellerverbands und lebt in Tallinn.

## Werk
Rebane debütierte 1981 in der Zeitschrift Looming und gewann zwei Jahre später einen Preis beim Prosawettbewerb der Zeitschrift Noorus. Ihr erstes – und bisher einziges – Buch erschien 1986 und enthielt siebzehn Kurzgeschichten. Es wurde vielfach rezensiert, teils vernichtend-herablassend, teils durchaus positiv: Der Literaturwissenschaftler Heino Puhvel lobte ihr „gutes Gefühl für Form, ihr Konzentrationsvermögen und die Fähigkeit, kurz und prägnant zu schreiben.“ Besonders lobend hob er ein imaginäres Interview der Zeitschrift „Die emanzipierte Frau“ mit Immanuel Kant hervor, anhand dessen die Belesenheit der Autorin deutlich wird.
Rebane schrieb danach noch weitere Erzählungen, teilweise im Science-Fiction-Genre. Außerdem verfasste sie Erzählungen auf Russisch, Englisch und Deutsch.

## Auszeichnungen
- 1983 Preis beim Prosawettbewerb der Zeitschrift Noorus

## Bibliografie
- Väike kohvik ('Das kleine Café'). Tallinn: Eesti Raamat 1986. 110 S.
- Õige valik ('Die richtige Wahl')	Tartu: Kirjastus Fantaasia 2021. 181 S.

## Übersetzungen ins Deutsche
- Die Stadt der Schweigenden. Übersetzt von Axel Jagau, in: Estonia 4/1989, S. 157–160.

- Maria; Das kleine Café. Übersetzt von Konrad Maier, in: Estonia 1/1996, S. 13–23.